# Campeonato Mundial de Luge de 2008
O Campeonato Mundial de Luge de 2008 foi a 38ª edição da competição, que foi disputada entre os dias 21 e 27 de janeiro na cidade de Oberhof, Alemanha.

## Medalhistas
| Evento                                 | Ouro                                                                     | Ouro     | Prata                                                                     | Prata  | Bronze                                                       | Bronze |
| Individual masculino detalhes          | GER Felix Loch                                                           | 1:30.643 | GER David Möller                                                          | +0.074 | GER Andi Langenhan                                           | +0.171 |
| Individual feminino detalhes           | GER Tatjana Hüfner                                                       | 1:26.007 | GER Natalie Geisenberger                                                  | +0.040 | GER Silke Kraushaar-Pielach                                  | +0.142 |
| Duplas detalhes                        | GER Alemanha André Florschütz Torsten Wustlich                           | 1:26.893 | GER Alemanha Tobias Wendl Tobias Arlt                                     | +0.092 | AUT Áustria Tobias Schiegl Markus Schiegl                    | +0.217 |
| Revezamento misto por equipes detalhes | GER Alemanha Felix Loch Tatjana Hüfner André Florschütz Torsten Wustlich | 2:29.664 | AUT Áustria Martin Abentung Nina Reithmeyer Tobias Schiegl Markus Schiegl | +0.412 | LAT Letônia Guntis Rēķis Maija Tīruma Andris Šics Juris Šics | +0.594 |

## Quadro de medalhas
| Ordem | País     |   |   |   |   |
| 1     | Alemanha | 4 | 3 | 2 | 9 |
| 2     | Áustria  |   | 1 | 1 | 2 |
| 3     | Letónia  |   |   | 1 | 1 |